# Erwin Geschonneck

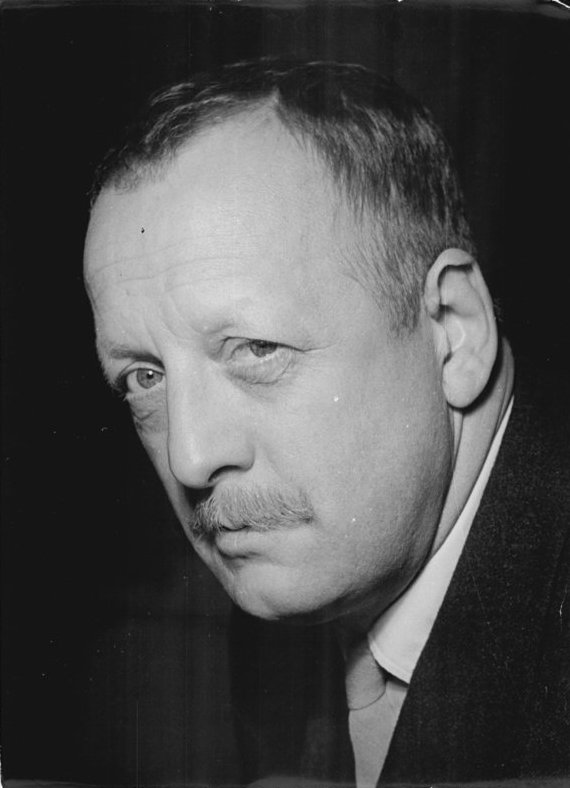
Erwin Geschonneck (portret de Eva Kemlein, 1954)

Erwin Geschonneck (n. 27 decembrie 1906, Bartenstein, Regatul Prusiei, Imperiul German – d. 12 martie 2008, Berlin, Germania) a fost un actor de film și de teatru german. Cele mai mari succese ale sale au avut loc în RDG unde a fost considerat unul dintre cei mai cunoscuți actori ai timpului său.
Printre cele mai cunoscute filme ale sale se numără Căpitanul din Köln (1956), Oameni cu aripi (1960), Cinci cartușe (1960), Lordul din Alexanderplatz (1967) și Iacob mincinosul (1974).

## Biografie
Erwin Geschonneck începe să joace pe scenele de amatori, apoi la Hamburger Kammerspiele, Berliner Ensemble și Volksbühne. Formația sa interpretativă datorează mult întâlnirii cu Bertold Brecht care insuflă stilului său de joc simțul caracterizării realiste. Debutează pe ecran în 1931 într-un film proletar cu caracter documentar, dar abia în filmele Inimă rece (1950) și Till Buhoglindă (1956) are posibilitatea să concretizeze lecțiile brechtiene printr-un stil de caracterizare natural, direct, inspirat din modelele realitților vii, concrete. Aparițiile din Cinci cartușe și Lordul din Alexanderplatz relevăpredilecția lui Geschonneck pentru compoziții puternice și lucide.

## Filmografie selectivă
- 1931 Kuhle Wampe oder: Wem gehört die Welt?
- 1947 In jenen Tagen
- 1948 Finale
- 1949 Hafenmelodie
- 1949 Der Biberpelz
- 1950 Inimă rece (Das kalte Herz), regia Paul Verhoeven (regizor german)
- 1951 Das Beil von Wandsbek
- 1952 Umbre deasupra insulelor (Schatten über den Inseln), regia Otto Meyer
- 1953 Die Unbesiegbaren
- 1954 Alarm im Zirkus
- 1955 Mutter Courage und ihre Kinder
- 1956 Till Buhoglindă (Les Aventures de Till L’Espiègle)
- 1956 Căpitanul din Köln (Der Hauptmann von Köln), regia Slatan Dudow
- 1957 Schlösser und Katen
- 1958 Jucătorul de loterie (Der Lotterieschwede), regia Joachim Kunert
- 1958 Die Geschichte vom armen Hassan
- 1959 Musterknaben
- 1959 SAS 181 antwortet nicht
- 1959 Das Stacheltier – Herzlichen Glückwunsch: 10 Jahre DDR
- 1960 Oameni cu aripi (Leute mit Flügeln), regia Konrad Wolf
- 1960 Cinci cartușe (Fünf Patronenhülsen), regia Frank Beyer
- 1961 Gewissen in Aufruhr (TV-Miniserie)
- 1962 Wind von vorn
- 1962 Ach, du fröhliche …
- 1963 Gol printre lupi (Nackt unter Wölfen), regia Frank Beyer
- 1963 Lângă tine trăiesc oameni (Der Andere neben dir) film TV, regia Ulrich Thein
- 1963 Karbid und Sauerampfer
- 1964 Asphalt-Story (TV)

- 1965 Berlin um die Ecke
- 1965 Tiefe Furchen
- 1967 Lordul din Alexanderplatz (Ein Lord am Alexanderplatz), regia Günter Reisch
- 1967 Geschichten jener Nacht, Episode 4: Der große und der kleine Willi
- 1967 Steagul din Krivoi Rog (Die Fahne von Kriwoj Rog), regia Kurt Maetzig
- 1970 Fiecare moare singur (Jeder stirbt für sich allein, miniserial TV)
- 1970 Să cumpărăm o mașină de pompieri (Wir kaufen eine Feuerwehr), regia Hans Kratzert
- 1972 Anfang am Ende der Welt (TV)
- 1972 Täter unbekannt (TV-Serie)
- 1972 Das Geheimnis der Anden (TV-Miniserie)
- 1974 Der Untergang der Emma
- 1974 Polizeiruf 110: Der Tod des Professors (TV-Reihe)
- 1974 Iacob mincinosul (Jakob der Lügner), regia Frank Beyer
- 1975 Looping
- 1975 Im Schlaraffenland (TV)
- 1975 Bankett für Achilles
- 1976 Insula egretelor argintii (Die Insel der Silberreiher, film TV), regia Jaromil Jireš
- 1976 Das Licht auf dem Galgen
- 1976 Ein altes Modell (TV)
- 1977 Tambari
- 1977 Die Millionen des Knut Brümmer (TV)
- 1978 Die Entdeckung
- 1978 Anton der Zauberer
- 1978 Des kleinen Lokführers große Fahrt (TV)
- 1979 Rentner haben niemals Zeit (TV-Serie)
- 1979 Abschied vom Frieden (TV-Serie)
- 1979 Plantagenstraße 19 (TV)
- 1979 Das Ding im Schloß
- 1979 Verlobung in Hullerbusch (TV)
- 1979 Herbstzeit (TV)
- 1980 Friedhelms Geburtstag und andere Geschichten (TV)
- 1980 Circus Maximus
- 1980 Levins Mühle
- 1981 Astrid, dragostea mea (Asta, mein Engelchen), regia Roland Oehme
- 1981 Morgens in der Kneipe (TV)
- 1981 Meschkas Enkel (TV)
- 1982 Benno macht Geschichten (TV)
- 1982 Der Mann von der Cap Arcona (TV)
- 1982 Das Graupenschloß (TV)
- 1986 Ein Wigwam für die Störche (TV)
- 1987 Wie die Alten sungen…
- 1988 Mensch, mein Papa…!
- 1995 Matulla und Busch (TV)